# Пандегланг (округ)
Пандегланг (индон. Pandeglang) — округ в индонезийской провинции Бантен. В состав округа входит 35 районов, 335 поселений. В состав округа входят небольшие острова Панайтан, Дели, Тинджил, Ливунган, Пополе и другие. Полуостров Уджунг-Кулон является самой западной оконечностью острова Ява.
Большая часть территории округа — холмистые равнины и низменности. На юге имеются горные гряды. Крупнейшие реки — Чилиман и Чибалиунг.

## Административное деление
Округ делится на следующие районы:
- Ангсана
- Банджар
- Боджонг
- Чадасари
- Чарита
- Чибалиунг
- Чибитунг
- Чигёлис
- Чикедал
- Чикёсик
- Чимангу
- Чиманук
- Чипёчанг
- Чисата
- Джипут
- Кадухеджо
- Карангтанджунг
- Корончонг
- Лабуан
- Маджасари
- Мандалаванги
- Мекарджая
- Менес
- Мунджул
- Пагеларан
- Пандегланг
- Панимбанг
- Патиа
- Пичунг
- Пулосари
- Сакети
- Синдангресми
- Собанг
- Сукаресми
- Сумур